# Centaurea ahverdovii
Centaurea ahverdovii — вид квіткових рослин айстрових (Asteraceae). Ендемік Вірменії.
C. ahverdovii дуже рідкісний, і популяції представлені дуже невеликою кількістю рослин, що ростуть на пасовищній території.

## Морфологічна характеристика
Багаторічна трав'яниста рослина. Стебла заввишки 15–20 см, зігнуті, висхідні, більш-менш білі шерстисті, трохи розширені під квітковою головою. Листки ланцетні, 16–24 см завдовжки, 3–4 см завширшки, довші за стебло. Квіткові голови кінцеві, поодинокі, майже кулясті, 4 см завдовжки, 3.5 см завширшки. Квітки світло-жовті, 27–32 мм завдовжки.